# Gustavo Alberto Onaindia
Gustavo Alberto Onaindia (Cruz Alta, Córdoba; 4 de marzo de 1969) es un entrenador argentino y retirado futbolista que jugaba de volante. Tuvo sus más importantes actuaciones como defensa en el fútbol argentino, en los clubes Rosario Central y Club Necaxa. Es DT de Deportivo Coopsol de la Segunda División del Perú.

## Clubes

### Como futbolista
| Club                        | País      | Año       |
| --------------------------- | --------- | --------- |
| Talleres                    | Argentina | 1989-1990 |
| Necaxa                      | México    | 1990-1991 |
| Rosario Central             | Argentina | 1991-1992 |
| San Martín de Tucumán       | Argentina | 1992-1993 |
| Gimnasia y Tiro             | Argentina | 1993-1994 |
| Douglas Haig                | Argentina | 1995-1997 |
| Tiburones Rojos de Veracruz | México    | 1997-1998 |
| Zacatepec                   | México    | 1998-1999 |
| Deportivo Táchira           | Venezuela | 2000-2001 |
| Independiente               | Honduras  | 2002-2004 |

### Como ayudante técnico
| Club          | País   | Año       |
| ------------- | ------ | --------- |
| O'Higgins     | Chile  | 2013-2014 |
| Celta de Vigo | España | 2014-2015 |

### Como entrenador
| Club                     | País      | Año           |
| ------------------------ | --------- | ------------- |
| Unión Magdalena          | Colombia  | 2017          |
| Club Sport Rosario       | Perú      | 2017          |
| CD Universitario         | Panamá    | 2019          |
| Sport Chavelines Juniors | Perú      | 2020          |
| CD Suchitepéquez         | Guatemala | 2021          |
| Deportivo Coopsol        | Perú      | 2023-presente |